# Cethosia
Cethosia is een geslacht van vlinders van de familie van de Nymphalidae uit de onderfamilie van de Heliconiinae.

## Soorten
- Cethosia biblis (Drury, 1773)
- Cethosia cyane (Drury, 1773)
- Cethosia cydippe Linnaeus, 1763
- Cethosia gabinia Weymer, 1883
- Cethosia hypsea Doubleday, 1847
- Cethosia lamarckii Godart, 1819
- Cethosia leschenaultii Latreille & Godart, 1824
- Cethosia luzonica C. Felder & R. Felder, 1863
- Cethosia methypsea Butler, 1879
- Cethosia mindanensis Felder & Felder, 1863
- Cethosia moesta C. Felder & R. Felder, 1867
- Cethosia myrina C. Felder & R. Felder, 1867
- Cethosia nietneri C. Felder & R. Felder, 1867
- Cethosia obscura Guérin-Ménéville, 1830
- Cethosia penthesilea (Cramer, 1777)
- Cethosia tambora (Doherty, 1891
- Cethosia vasilia (Müller, 1999